# Widekind von Grafschaft
Widekind von Grafschaft († 11. November 1322) war Sohn von Adolf I. von Grafschaft und Elisabeth von Greifenstein.
Widekind wurde nach seinem Vater Herr der Berleburg. In seinem Todesjahr 1322 wurde die Doppelherrschaft in Berleburg durch Widekind von Grafschaft beendet, als er zu Gunsten Siegfrieds II. von Wittgenstein auf seine Rechte an der Stadt verzichtete. 
| Personendaten    | Personendaten                        |
| ---------------- | ------------------------------------ |
| NAME             | Widekind von Grafschaft              |
| KURZBESCHREIBUNG | Herr von Burg Berleburg              |
| GEBURTSDATUM     | 13. Jahrhundert oder 14. Jahrhundert |
| STERBEDATUM      | 11. November 1322                    |